# مندیگ
شهر مندیگ (به آلمانی: Mendig) در ایالت راینلند-فالتز در کشور آلمان واقع شده‌است.